# فالکنفلس
فالکنفلس (به آلمانی: Falkenfels) یک شهر در آلمان است که در بایرن واقع شده‌است.

## خصوصیات
فالکنفلس ۱۱٫۵۰ کیلومترمربع مساحت دارد ۴۸۹ متر بالاتر از سطح دریا واقع شده‌است.